# Сату Маре (окръг)
Окръг Сату Маре (на румънски: Satu Mare; на немски: Sathmar; на унгарски: Szatmár) е окръг в Румъния, разположен в историческата област Трансилвания, с административен център град Сату Маре (с население 130 573 жители).

## География
Площта му е 4418 квадратни километра, а населението – 331 109 души (по приблизителна оценка от януари 2020 г.).

## Градове
- Сату Маре
- Карей
- Негрещ-Оаш
- Ташнад